# 小鞑靼利亚

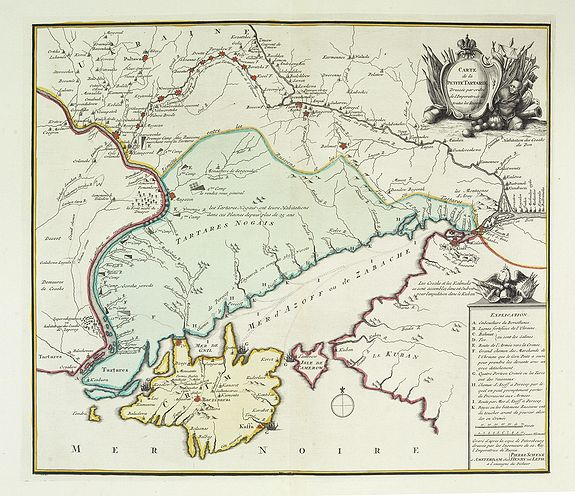
1785年绘制的小鞑靼利亚

小鞑靼利亚（拉丁語：Tartaria Minor）是指黑海與克里米亞以北的欽察草原，那里生活著突厥語民族。
多數是服務於克里米亞汗國的諾蓋人，後來俄羅斯帝國的葉卡捷琳娜二世合併了克里米亞汗國，大量斯拉夫人與日耳曼人移民至此，這裡的突厥人至此消失，斯拉夫人正式可在黑土帶定居（之前是游牧民族生活地方，斯拉夫人無法定居）。

## 另見
- 鞑靼利亚
- 中国鞑靼利亚
- 东鞑靼利亚
- 諾蓋汗國

- 1598年亚伯拉罕·奥特柳斯绘制的鞑靼利亚
- 1599年乔万尼·博泰罗的著作的鞑靼利亚
- 1570年的鞑靼利亚
- 1705年Nicolas Witsen（英语：Nicolas Witsen）绘制的鞑靼利亚
- 1709年的大鞑靼利亚
- 1787年Louis Brion de la Tour（英语：Louis Brion de la Tour）绘制的俄罗斯鞑靼利亚
- 1806年John_Cary（英语：John_Cary）绘制的獨立的鞑靼利亚（黄色）和中国鞑靼利亚（紫色）
- 1850年獨立的鞑靼利亚
- 1709年鞑靼利亚的旗幟
- 1865年鞑靼利亚的旗幟